# Informatiespecialist
De informatiespecialist is verantwoordelijk voor het verzamelen c.q. zoeken, opbergen en presenteren van data, kennis en informatie. Een informatiespecialist kan een geoptimaliseerde informatievoorziening organiseren. Hij kan ongestructureerde kennis en informatie door middel van ICT voor de gebruiker vindbaar maken met systematische tags.
De informatiespecialist heeft thans doorgaans de opleiding informatiedienstverlening en -management gevolgd (IDM, HBO). De opleiding IDM wordt aangeboden op vier hogescholen in Nederland (Hanzehogeschool Groningen, Haagse Hogeschool, Hogeschool van Amsterdam en Saxion Hogeschool Deventer). 
In de ICT wordt de term informatiespecialist ook gebruikt, veelal in combinatie met analist. Deze informatiespecialisten zijn meestal verantwoordelijk voor het (re)organiseren van digitale informatie of hele informatiesystemen.
Informatiespecialist is verwant aan het beroep van bibliothecaris, maar hier niet gelijk aan. In enkele gevallen wordt de informatiespecialist ook wel informatieprofessional genoemd.